# Lošonec
Lošonec (allemand : Winschendorf ) est un village de Slovaquie situé dans la région de Trnava.

## Histoire
Première mention écrite du village en 1332.

## Démographie

### Évolution de la population
| Année:               | 1994. | 2004.   | 2014.   | 2024.    |
| -------------------- | ----- | ------- | ------- | -------- |
| Nombre de personnes: | 543   | 522     | 505     | 607      |
| Différence:          |       | -3,86 % | -3,25 % | +20,19 % |

| Année:               | 2023. | 2024.   |
| -------------------- | ----- | ------- |
| Nombre de personnes: | 606   | 607     |
| Différence:          |       | +0,16 % |